# Donald Peterson
Donald Herod Peterson (ur. 22 października 1933 w Winona w stanie Missisipi, zm. 27 maja 2018 w Webster w stanie Teksas) – amerykański astronauta, pilot wojskowy, inżynier, pułkownik United States Air Force.

## Wykształcenie oraz służba wojskowa
Szkołę średnią (Winona City High School) ukończył w swoim rodzinnym mieście – Winona.
- 1955–1959 – został absolwentem Akademii Wojskowej Stanów Zjednoczonych (United States Military Academy) w West Point w stanie Nowy Jork, gdzie uzyskał licencjat. Później przez cztery lata był pilotem-instruktorem oraz oficerem ds. przygotowania wojskowego w Dowództwie Szkolenia Lotniczego Sił Powietrznych (Air Training Command).
- 1960–1963 – pełnił służbę w Dowództwie Systemów Sił Powietrznych (Air Force Systems Command) jako analityk ds. systemów nuklearnych.
- 1962 – zdobył stopień magistra inżynierii nuklearnej w Air Force Institute of Technology w bazie lotniczej Wright-Patterson (Ohio).
- 1965–1967 – był pilotem doświadczalnym Dowództwa Taktycznego Sił Powietrznych (Tactical Air Command). Ukończył też Aerokosmiczną Szkołę dla Pilotów Doświadczalnych (USAF Aerospace Research Pilot School) w bazie Edwards w Kalifornii. Po jej ukończeniu trafił do programu MOL (Manned Orbiting Laboratory).
- 1979 – zakończył czynną służbę wojskową w stopniu pułkownika.

Jako pilot wylatał ponad 5300 godzin, w tym 5000 na samolotach z napędem odrzutowym.

## Kariera astronauty i praca w NASA
- 1967 – 30 czerwca został zakwalifikowany do kosmicznego programu sił powietrznych MOL. Znalazł się w trzeciej grupie pilotów przyjętych do programu. Do zespołu przyjęci zostali wówczas także: James Abrahamson, Robert Herres i Robert Lawrence(inne języki). Korpus astronautów przygotowanych do programu MOL został rozwiązany w sierpniu 1969 w związku z zaniechaniem dalszych prac nad stacją.
- 1969 – 13 sierpnia został członkiem 7. grupy astronautów NASA (NASA-7(inne języki)) i przystąpił do szkolenia specjalistycznego.
- 1970–1972 – podczas programu Apollo wchodził w skład tzw. załóg wspierających (support crews) misji Apollo 16 i Apollo 19 (odwołanej). W czasie misji Apollo 16 był operatorem łączności (CapCom) w centrum kierowania lotem w Houston.
- 1976–1983 – po rozpoczęciu realizacji programu Space Shuttle przeszedł szkolenie przewidziane dla specjalistów misji. W kwietniu 1983 na pokładzie wahadłowca Challenger uczestniczył w locie STS-6.
- 1984 – w listopadzie opuścił korpus astronautów NASA.

## Późniejsza praca
Po opuszczeniu NASA został prezesem firmy konsultingowej Aerospace Operations Consultants, Inc.

## Odznaczenia i nagrody
- Medal za Chwalebną Służbę (Stany Zjednoczone)
- Medal Pochwalny
- Medal za Lot Kosmiczny
- JSC Group Achievement Award (1972)
- Universal Astronaut Insignia za lot orbitalny (nr 116, pośmiertnie) – Stowarzyszenie Uczestników Lotów Kosmicznych (Association of Space Explorers(inne języki))[2]

## Dane lotu
| Lot kosmiczny, w którym uczestniczył Donald H. Peterson | Lot kosmiczny, w którym uczestniczył Donald H. Peterson | Lot kosmiczny, w którym uczestniczył Donald H. Peterson | Lot kosmiczny, w którym uczestniczył Donald H. Peterson | Lot kosmiczny, w którym uczestniczył Donald H. Peterson | Lot kosmiczny, w którym uczestniczył Donald H. Peterson |
| Data startu                                             | Data lądowania                                          | Statek kosmiczny                                        | Funkcja                                                 | Czas trwania                                            |                                                         |
| ------------------------------------------------------- | ------------------------------------------------------- | ------------------------------------------------------- | ------------------------------------------------------- | ------------------------------------------------------- | ------------------------------------------------------- |
| 4 kwietnia 1983                                         | 9 kwietnia 1983                                         | STS-6 Challenger F-1                                    | Specjalista misji (MS-1)                                | 5 dni 23 minuty i 42 sekundy                            |                                                         |
| Czas spędzony w kosmosie — 5 dni 23 minuty i 42 sekundy |                                                         |                                                         |                                                         |                                                         |                                                         |